# Schistura khugae
Schistura khugae és una espècie de peix de la família dels balitòrids i de l'ordre dels cipriniformes que es troba al riu Khuga (la conca del riu Chindwin, Manipur, l'Índia).

## Amenaces
La seua principal amenaça és la degradació del seu hàbitat a causa de la sedimentació, les pràctiques agrícoles gens sostenibles i la desforestació.